# ناتاشا امل
ناتاشا امل (بالفرنسية: Natacha Amal)‏ (و. 1968 – م) هي ممثلة من بلجيكا . ولدت في بروكسل .

## نبذة شخصية
ولدت ناتاشا لأاب مغربي و أم روسية في بلجيكا.

## روابط خارجية
- ناتاشا امل على موقع IMDb (الإنجليزية)
- ناتاشا امل على موقع ألو سيني (الفرنسية)
- ناتاشا امل على موقع أول موفي (الإنجليزية)
- ناتاشا امل على موقع قاعدة بيانات الأفلام السويدية (السويدية)
- ناتاشا امل على موقع قاعدة بيانات الفيلم (الإنجليزية)
- ناتاشا امل على موقع كينوبويسك (الروسية)